# Ваканца
Ваканца — колишнє поселення (лісова сторожка) у Пузирецькій волості Бердичівського повіту Київської губернії та Красівській сільській раді Бердичівського району Бердичівської округи.

## Населення
Відповідно до перепису населення СРСР 17 грудня 1926 року, чисельність населення становила 3 особи, з них, за статтю: чоловіків — 2, жінок — 1; за етнічним складом: українців — 3. Кількість домогосподарств — 2.

## Історія
Заснована у 1906 році, входила до складу Пузирецької волості Бердичівського повіту Київської губернії. Станом на 17 грудня 1926 року — лісова сторожка в підпорядкуванні Красівської сільської ради Бердичівського району Бердичівської округи. Відстань до центру сільської ради, села Красівка — 0,25 версти, до районного центру, м. Бердичів — 15 верст, до окружного центру, у Бердичеві — 15 верст, до найближчої залізничної станції, Бердичів — 15 верст.
Знята з обліку до 1 жовтня 1941 року.